# Перперек
Перпере́к (болг. Перперек) — село в Кирджалійській області Болгарії. Входить до складу общини Кирджалі.

## Населення
За даними перепису населення 2011 року у селі проживали 706 осіб.
Національний склад населення села:
| Національність   | Кількість осіб | Відсоток |
| ---------------- | -------------- | -------- |
| турки            | 365            | 59,0%    |
| цигани           | 236            | 38,1%    |
| болгари          | 16             | 2,6%     |
| Всього відповіли | 619            |          |

Розподіл населення за віком у 2011 році:
Динаміка населення: